# انهيار بيئي
الانهيار البيئي يشير إلى حالة يعاني فيها النظام البيئي من انخفاض حاد، وربما دائم، في القدرة الاستيعابية لجميع الكائنات فيه، مما يؤدي في كثير من الأحيان إلى انقراض جماعي. عادة يحدث الانهيار البيئي نتيجة لحدث كارثي يجري على نطاق زمني قصير. يمكن اعتبار الانهيار البيئي بأنه ناتج عن انهيار النظام البيئي على العناصر الحيوية التي تعتمد على النظام البيئي الأصلي.
النظم البيئية لديها القدرة على التعافي بعد تأثرها بالعوامل التخريبية. يتم تحديد الفرق بين الانهيار أو التعافي الخفيف بواسطة عاملين: سمية العنصر الداخل إلى النظام، ومرونة النظام البيئي الأصلي .
تتكيف الأنواع الحية باستمرار، بفضل الانتخاب الطبيعي، مع المتغيرات في نظمها البيئية، وذلك من خلال التنويع في تكوينها البيولوجي وانتشارها. رياضيا، يمكن إثبات أن أعدادًا أكبر من العوامل البيولوجية المختلفة تميل إلى تخفيف التقلبات في كل من العوامل الفردية.
يمكن للعلماء توقع النقاط الحرجة للانهيار البيئي. النموذج الأكثر استخدامًا للتنبؤ بانهيار شبكة الغذاء يُطلق عليه R50، وهو نموذج قياس موثوق لقياس متانة وتماسك الشبكات الغذائية.

## الأسباب مع الأمثلة
بالرغم أنه لا يوجد سبب أحادي لأي انهيار بيئي، إلا أن هناك عوامل أحادية قادرة على إحداث انهيار بيئي، كما هو الحال مع اصطدام الأجرام السماوية، والانفجارات البركانية الضخمة والتغير المناخي المفاجئ. السجل الأحفوري حافل بأدلة على ما يسمى بتأثير كرة الثلج لهذه العوامل الأحادية المسببة للانهيارات البيئية. هناك أمثلة من عصور ما قبل التاريخ، مثل انهيار غابات العصر الكربوني المطيرة، وحدث انقراض الطباشيري - الباليوجيني، وحدث انقراض البرمي - الترياسي، وغيرها من الانقراضات الجماعية. ومن أمثلة ذلك، ظهور آثار التغير المناخي كعامل مساهم في الانهيار البيئي في حدث انقراض الأوردوفيشي - السيلوري . التبريد العالمي يعتبر أحد الأسباب المحتملة لانقراض العصر الأوردوفيشي، والذي أثر بدوره على موائل الحياة البحرية. ونتيجة لذلك، انقرضت العديد من الكائنات البحرية مثل ثلاثية الفصوص (الترايلوبيت)، وعضديات الأرجل، والخطيات (الجرابتوليت). علاوة على ذلك، في دراسة أجراها كارابونوف وزملاؤه لإظهار كيف أن التناوبات في البيئة والمناخ خلال انهيار الذروة الجليدية الأخيرة، أدت إلى انهيار بيئي في بحيرة بايكال وبحيرة هوفجسول، مما أدى بعد ذلك إلى تطور الأنواع الموجودة في هذين النظامين. أدى انهيار النظام البيئي لبحيرة هوفسجول خلال الذروة الجليدية الأخيرة إلى ظهور نظام بيئي جديد، مع محدودية التنوع البيولوجي في الأنواع ومستويات منخفضة من التوطن. كما أظهرت دراسة كارابونوف آنفة الذكر أن الانهيار البيئي خلال الذروة الجليدية الأخيرة في بحيرة هوفسجول أدى إلى مستويات أعلى من التنوع الحيوي ومستويات أعلى من التوطن كنواتج ثانوية من التطور التي تبعت الانهيار البيئي في الذروة الجليدية الأخيرة. تُظهر حادثة الانقراض في العصر الأرودوفيشي وبحيرتي بايكال وهوفسجول أثرين من آثار الانهيار البيئي في بيئات ما قبل التاريخ.
هناك أمثلة تاريخية معاصرة، مثل حادثة انهيار مصائد سمك القد الأطلنطي في بدايات تسعينيات القرن العشرين، إذ انهارت الكتلة الحيوية لمصائد سمك القد في شمال كندا إلى 1% من مستوياتها السابقة وذلك في صيف عام 1993. وعليه علقت وزارة المحيطات والثروة السمكية أعمال الصيد في المنطقة. ويعزى سبب الانهيار إلى الصيد الجائر بسبب دخول وسائل صيد متقدمة حديثة في المنطقة.
يوجد العديد من الضغوط البيئية المهمة التي ساهمت في الانهيارات البيئية الحالية والمستقبلية مثل فقدان الموائل وتدهورها وتجزؤها، والرعي الجائر وفرط استغلال النظم الإيكولوجية من قبل البشر، والنمو الصناعي البشري، وزيادة السكان  والتغير المناخي، وتحمض المحيطات، والتلوث، ومشكلة الأنواع المجتاحة الدخيلة.

## انهيار الغابات المطيرة
يشير مصطلح انهيار الغابات المطيرة إلى الانهيارات البيئي التي حدثت فعلاً في الماضي، وإلى الانهيارات النظرية المستقبلية للغابات المطيرة. قد يحدث تجزئة للموائل في الغابات المطيرة إلى حد يبقى فيه القليل من الحيومات (المثاوي الحيوية) فيها، مما يضطر الأنواع الموجودة في الغابات المطيرة في العيش في ملاجئ معزولة. قد تتجزء الموائل بسبب شق الطرق في الغابات، فعندما يبدأ البشر في قطع الأشجار، يقومون بشق طرق ثانوية لن تستخدم مجدداً بعد الانتهاء من عمليات القطع. بمجرد التخلي عنها، ستجد نباتات الغابة المطيرة صعوبة في النمو مجدداً في تلك المناطق. تجزيئ الغابات يفتح الباب على مصراعيه أمام الصيد غير القانوني. تواجه الأنواع صعوبة في إيجاد مكان جديد لتستقر فيه هذه الأجزاء، مما يتسبب في انهيار بيئي، مما يقود في النهاية إلى انقراض العديد من الحيوانات في الغابات المطيرة.

### العصر الكربوني
في العصر الكربوني، امتدت غابات الفحم على جزء كبير من الأراضي الأوروأمريكية (أوروبا وأمريكا)، وهذه الغابات كانت عبارة عن أراضي رطبة استوائية تمتد على مسافات شاسعة. كانت الحزازيات الذئبية تعيش على هذه الأراضي، إلا أن موائلها تجزأت وانهارت بشكل مفاجئ. يعزى انهيار غابات العصر الكربوني المطيرة إلى لأسباب متعددة، والتغير المناخي أحدها. في هذا الوقت أصبح المناخ أكثر برودة وجفافًا، وهي ظروف غير مواتية لنمو الغابات المطيرة ولا يسمح بالتنوع البيولوجي فيها. هذا الانهيار المفاجئ أثر على العديد من المجموعات الكبيرة بما في ذلك الحزازيات الذئبية والبرمائيات. ازدهرت الزواحف في البيئة الجديدة بسبب التكيفات التي سمحت لهم بالنمو في الظروف الأكثر جفافًا.

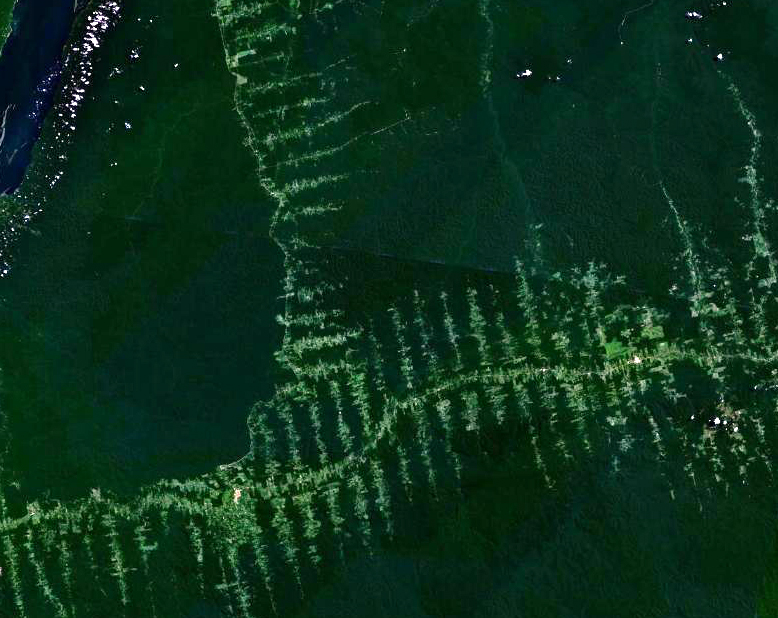
تتجزأ الغابات في بعض الأماكن بنمط معين يشبه نمط يشبه هيكل السمكة

## الحاضر
هناك نمط شائع لتجزؤ المواطن يحدث في العديد الغابات المطيرة بما فيها غابات الأمازون، نمط «هيكل السمكة» يتكون نتيجة لشق الطرقات داخل الغابة. هذه المشكلة مقلقة بيئياً، ليس فقط بسبب فقدان الحيومات مع العديد من الموارد غير المستغلة والموت الكامل للكائنات الحية، ولكن أيضًا لأن انقراض الأنواع النباتية والحيوانية مرتبط علاقياً بتجزئة المواطن.
وجد بأن الرعي الجائر يسبب تدهور الأراضي أو انحلال التربة، وتحديدا في جنوب أوروبا، فهو محرك آخر للانهيارات البيئية وفقدان المناظر الطبيعية. إن الإدارة السليمة للأراضي الرعوية يمكن أن يخفف من خطر التصحر.
في عام 2010 4.9 مليون برميل (210 مليون غال.أمريكي؛ 780,000 م3) من النفط تسربت في خليج المكسيك عندما انفجرت منصة بترول بحرية تابعة لشركة بي پي PB. ستظل آثار حادثة تسرب نفط بي پي محسوساً بها في الأجيال القادمة، حيث تم العثور على التلوث في جميع أقسام السلسلة الغذائية كاملة. تم العثور على أكثر من 8000 من الطيور البحرية والسلاحف البحرية والثدييات البحرية ميتة أو مصابة في غضون أشهر من جهود التنظيف. أثر هذه الكارثة أثر على توازن الشبكة الغذائية في تلك البيئة. حدث تسرب النفط في ذروة موسم التكاثر وهو ما أثر على بيض ويرقات الحيوانات إلى أقصى حد، لدرجة محو طبقات العمرية بأكملها. هذا الفقدان لجيل واحد سيكون مؤلماً للحيوانات المفترسة المقبلة فيما بعد في هذا النظام البيئي.
علاوة على ذلك، فإن القلق الرئيسي لعلماء الأحياء البحرية هو الآثار التي سيسببها الانهيار البيئي على الشعاب المرجانية (ووفقا للأدلة الأحفورية، فإن الشعاب المرجانية أكثر عرضة للانقراض ولكنها تبدي أيضًا قدراً أكبر من المرونة). من آثار تغير المناخي العالمي ارتفاع منسوب مياه البحر، والذي قد يؤدي إلى غرق الشعاب المرجانية أو إلى تبيض المرجان. يمثل النشاط البشري، مثل صيد الأسماك، والتعدين، وإزالة الغابات، وما إلى ذلك، تهديدًا للشعاب المرجانية من خلال التأثير على البيئات المناسبة للشعاب المرجانية. على سبيل المثال، أثبت إيدنجر وزملاؤه وجود علاقة بين الخسارة في تنوع الشعاب المرجانية بنسبة 30-60 ٪ والنشاط البشري مثل الصرف الصحي و/ أو التلوث الصناعي.
المحيط العالمي في خطر كبير من الانهيار. في دراسة أجريت على 154 نوعًا مختلفًا من الأسماك البحرية، اكتشف ديفيد بايلر أن العديد من العوامل مثل الصيد الجائر وتغير المناخ والنمو السريع لمجموعات الأسماك سوف تؤدي في انهيار بيئي. عندما يصطاد البشر، فإنهم عادة يصطادون المجموعات التي تنتمي للمستويات الغذائية العليا مثل السلمون والتونة. إن استنزاف هذه المستويات التغذوية يسمح للمستوى التغذوي الأدنى بالاكتظاظ أو الاكتظاظ بسرعة كبيرة. على سبيل المثال، عندما يستنفد سمك السلور بسبب الإفراط في الصيد، ستكتظ العوالق وتزداد أعدادها بشكل مفرط لأن مفترساتها الطبيعية قد أفنيت. هذا يسبب مشكلة تسمى بالتخثث أو فرط المغذيات. وبما أن هذه الكتلة المكتظة من الأعداد الزائدة من العوالق تستهلك الأوكسجين الذائب في الما، فإن مستويات الأكسجين الذائب سوف تنخفض، مما يؤدي إلى مغادرة جميع الأنواع من تلك المنطقة، أو سيكون مصيرهم الاختناق.بجانب التغير المناخي وتحمض المحيطات، فإن هذه العوامل مجتمعة قد تسبب في انهيار النظام البيئي.
يتوقع بعض العلماء أن يحدث انهيار بيئي عالمي بعد القضاء على 50٪ من الأراضي الطبيعية بسبب التنمية البشرية.

## التداعيات
على الرغم من أن أسباب الانهيارات البيئية ترجع إلى عوامل فريدة لبيئتها، إلا أنها جميعها تتقاسم تداعيات مماثلة مثل فقدان التنوع البيولوجي، ومروراً بمشكلة التتابع الغذائي، أو حتى الانقراض. على سبيل المثال، أدى التحضر وإزالة الغابات في جنوب شرق آسيا والمحيط الهادئ إلى انقراض ثلاثة أنواع نباتية وثمانية أنواع حيوانية في عام 2003.